# Adlerzia froggatti

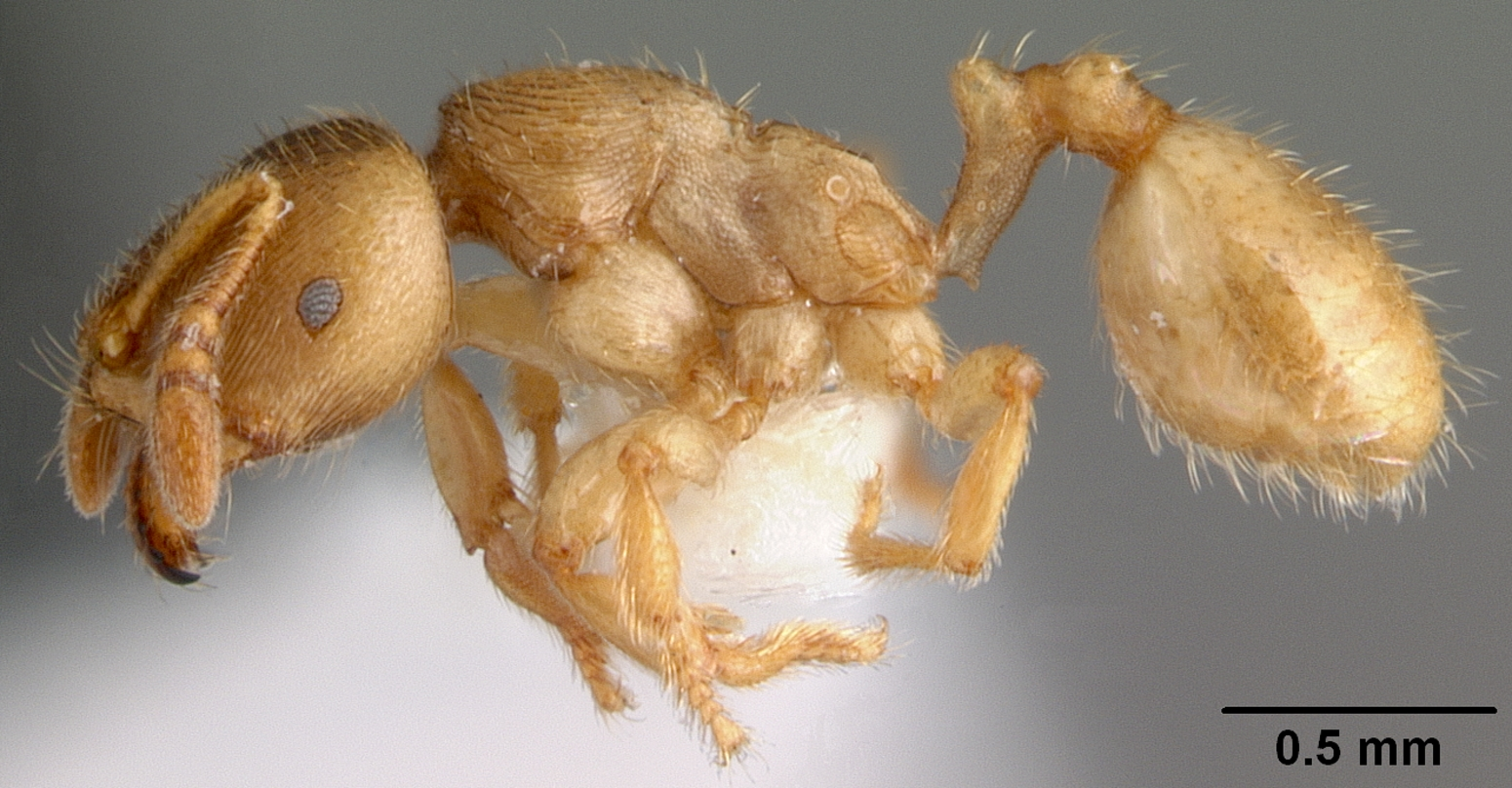
Рабочий сбоку

Adlerzia froggatti (лат.) — вид муравьёв, единственный в составе монотипического рода Adlerzia из подсемейства Myrmicinae (Formicidae). Австралия.

## Распространение
Австралия: Виктория, Западная Австралия, Южная Австралия, Квинсленд, Новый Южный Уэльс.

## Описание
Мелкого размера муравьи жёлто-коричневого цвета (усики и ноги светлее). Длина рабочих муравьёв 3-4 мм. Усики 11-члениковые. Клипеус двукилевидный. Голова крупных рабочих (солдат) очень крупная, прямоугольной формы. Усики солдат короткие, скапус вдвое короче головы. Заднегрудка без длинных проподеальных шипиков. Стебелёк между грудкой и брюшком состоит из двух узловидных члеников (петиоль и постпетиоль). Петиоль с удлинённой передней стебельчатой частью и небольшим округлым узелком. Гнездятся в земле и под камнями.

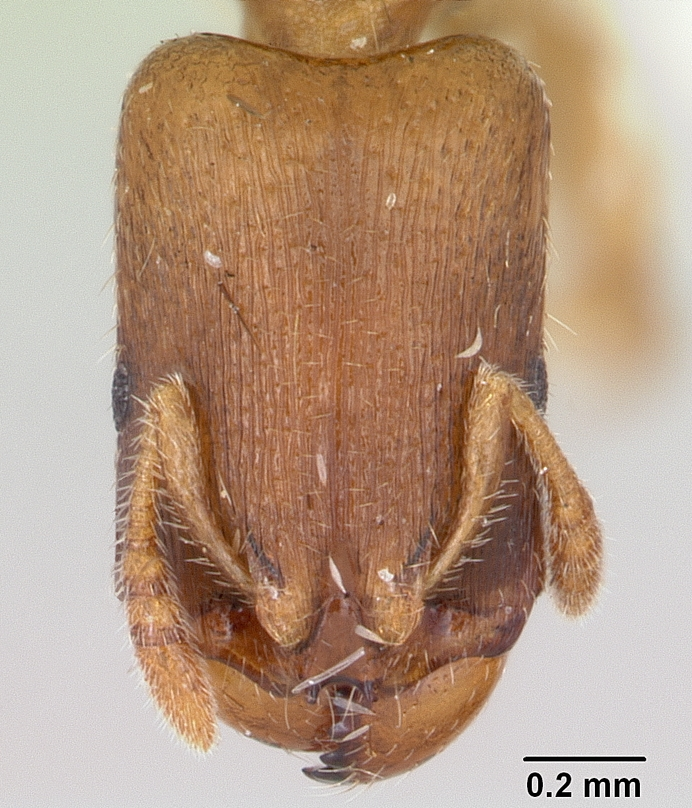
Голова солдата
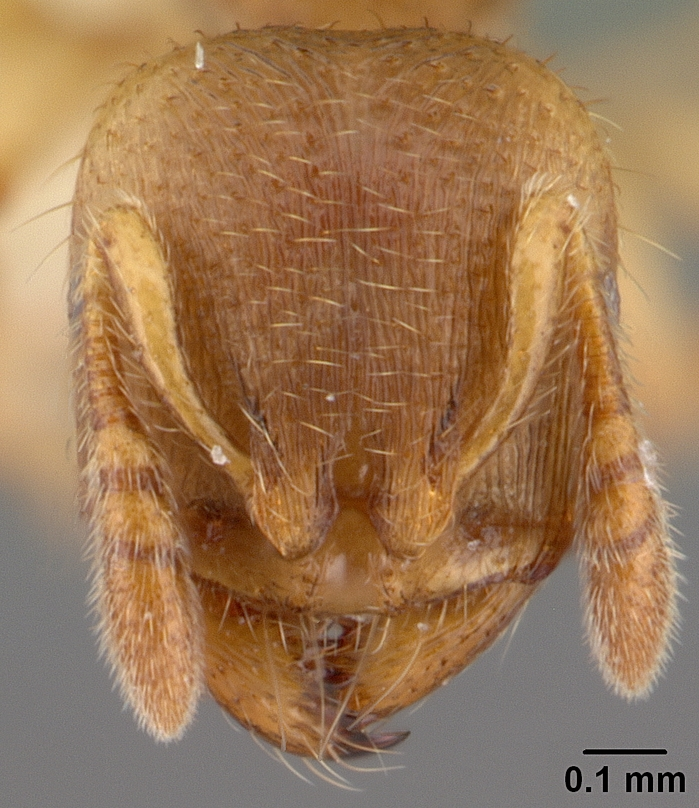
Голова рабочего

## Систематика
Вид был впервые описан в 1902 году швейцарским мирмекологом Огюстом Форелем под первоначальным названием Monomorium (Adlerzia) froggatti Forel, 1902 в составе отдельного подрода. В 1952 году вид и подрод были выделены в самостоятельный род Adlerzia Forel, 1902 (=Stenothorax McAreavey, 1949). Внешне сходен с родами Anisopheidole, Machomyrma и Pheidole. Ранее включался в трибы Pheidolini (Brown, 1952; Hölldobler, Wilson, 1990), Pheidologetini, Pheidologetonini (Bolton, 1994), Solenopsidini (Emery, 1922; Bolton, 2003).
Видовое название A. froggatti дано в честь австралийского энтомолога Уолтера Фроггата (Froggatt, Walter Wilson; 1858—1937), а родовое Adlerzia — в честь шведского зоолога Готтфрида Адлерца (Adlerz, Gottfrid Agaton; 1858—1918).